# Rossville (Géorgie)
Pour les articles homonymes, voir Rossville.
Rossville est une ville américaine située dans le comté de Walker, en Géorgie. Selon le recensement de 2020, sa population est de 3 980 habitants.